# Broome Shire
Broome är en kommun (shire) i regionen Kimberley i Western Australia. Dess befolkning uppgick enligt 2011 års folkräkning till 14 997 på en area av 55,796 km². Befolkningen är huvudsakligen koncentrerad till centralorten Broome, men det finns även en rad mindre samhällen spridda inom kommunen, ofta med aboriginsk befolkning. Bland övriga orter finns Bidyadanga, Beagle Bay, Lombadina och One Arm Point. Den australienska serien Fångad (Trapped & Castaway) spelades in vid Broomes  kust. Serien gick i svensk tv på Barnkanalen.